# Alexander Rossi
Alexander Michael Rossi (* 25. September 1991 in Auburn) ist ein US-amerikanischer Automobilrennfahrer. Er trat 2011 und 2012 in der Formel Renault 3.5 an. Von 2013 bis 2015 startete er in der GP2-Serie und erreichte dort 2015 den zweiten Gesamtrang. 2015 nahm er zudem an Formel-1-Rennen teil. Seit 2016 fährt er in der IndyCar Series, in der er bei seinem Debüt das Indianapolis 500 gewann. 2021 siegte er bei dem 24-Stunden-Rennen von Daytona.

## Karriere

### Anfänge im Motorsport (2005 bis 2010)
Nachdem Rossi seine Karriere im Kartsport begonnen hatte, wechselte er 2005 in den Formelsport in die Skip Barber Western Regional Series, die er ein Jahr später mit acht Siegen bei zwölf Rennen gewann. Außerdem wurde er Dritter in der nationalen Skip Barber Meisterschaft und Siebter der Formel TR Pro Series FR 1600. 2007 wechselte er in die Formel BMW USA. Nachdem er in seiner Debütsaison Dritter geworden war, gewann er ein Jahr später den Meistertitel. Er gewann zehn von 15 Rennen. Mit seinem Meistertitel qualifizierte er sich für das Weltfinale der Formel BMW, das er vor Michael Christensen und Esteban Gutiérrez gewann.
2009 wechselte Rossi nach Europa in die internationale Formel Master. Mit drei Siegen belegte er am Saisonende den vierten Gesamtrang. Im Dezember absolvierte Rossi als Belohnung für seinen Sieg beim Formel-BMW-Weltfinale einen Formel-1-Testtag im BMW Sauber. In der Saison 2009/2010 der GP2-Asia-Serie erhielt Rossi zunächst ein Cockpit bei Ocean Racing Technology. Nach nur einem Rennwochenende wechselte er zum malaysischen Meritus-Team. In der Gesamtwertung belegte er schließlich den neunten Gesamtrang.
Im Anschluss an sein Engagement in der GP2-Asia-Serie ging Rossi 2010 für ART Grand Prix in der GP3-Serie an den Start. Mit zwei Siegen belegte er den vierten Gesamtrang. Außerdem trat er beim prestigeträchtigen Rennen in Monte Carlo in der Formel Renault 3.5 an.

### Formel Renault 3.5 (2011 und 2012)

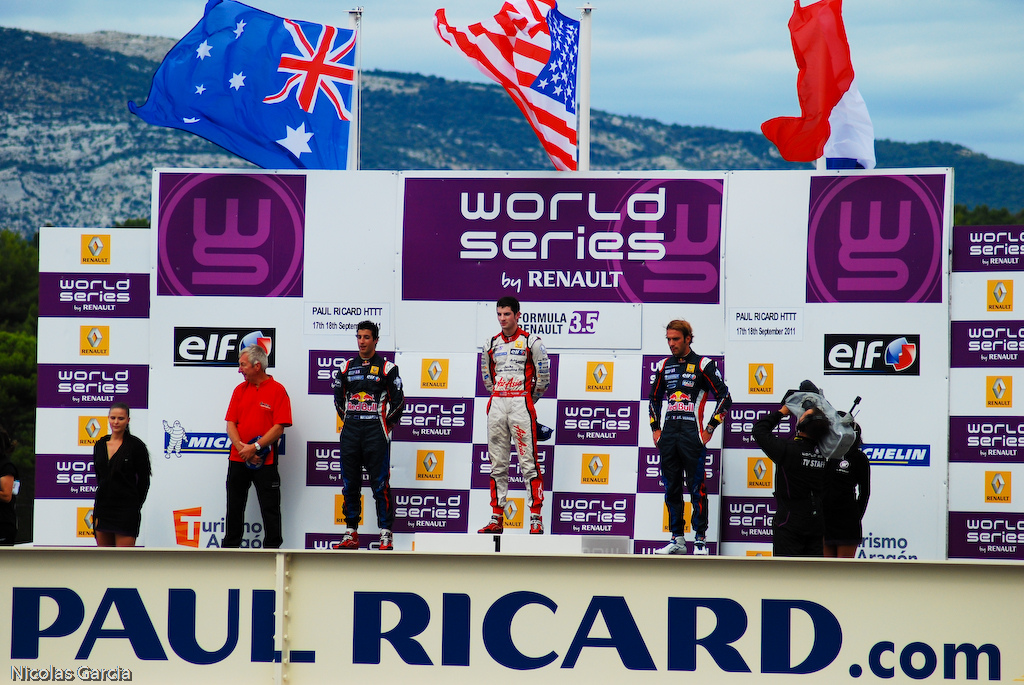
Daniel Ricciardo (Zweiter), Rossi (Sieger) und Jean-Éric Vergne (Dritter) auf dem Siegerpodest in Le Castellet 2011

2011 ging Rossi für Fortec Motorsport in der Formel Renault 3.5 an den Start. Mit einem Sieg beim Saisonauftakt in Alcañiz startete Rossi in die Saison. In Silverstone kam Rossi zunächst in beiden Rennen auf dem zweiten Platz ins Ziel, wurde aber anschließend für das zweite Rennen disqualifiziert, da sein Team irreguläre Radmuttern verwendet hatte. Mit insgesamt zwei Siegen und sechs Podest-Platzierungen beendete er die Saison auf dem dritten Platz in der Fahrerwertung. Teamintern setzte er sich mit 156 zu 47 Punkten gegen César Ramos durch. Am Ende des Jahres nahm Rossi für das Caterham Team AirAsia am GP2 Final 2011 teil und wurde Zehnter. Anschließend absolvierte er für Lotus, dem Formel-1-Team von Caterham, einen Formel-1-Test. 2012 bestritt Rossi für Arden Caterham Motorsport seine zweite Saison in der Formel Renault 3.5. Während er seinem ersten Teamkollegen Lewis Williamson überlegen war, unterlag er dessen Nachfolger António Félix da Costa mit 63 zu 166 Punkten deutlich. Mit einem dritten Platz als beste Platzierung wurde Rossi Elfter in der Fahrerwertung. Darüber hinaus war er Testfahrer beim Formel-1-Team Caterham und nahm in dieser Funktion auch an freien Trainings der Formel 1 teil.

### GP2-Serie und Formel 1 (2013 bis 2015)

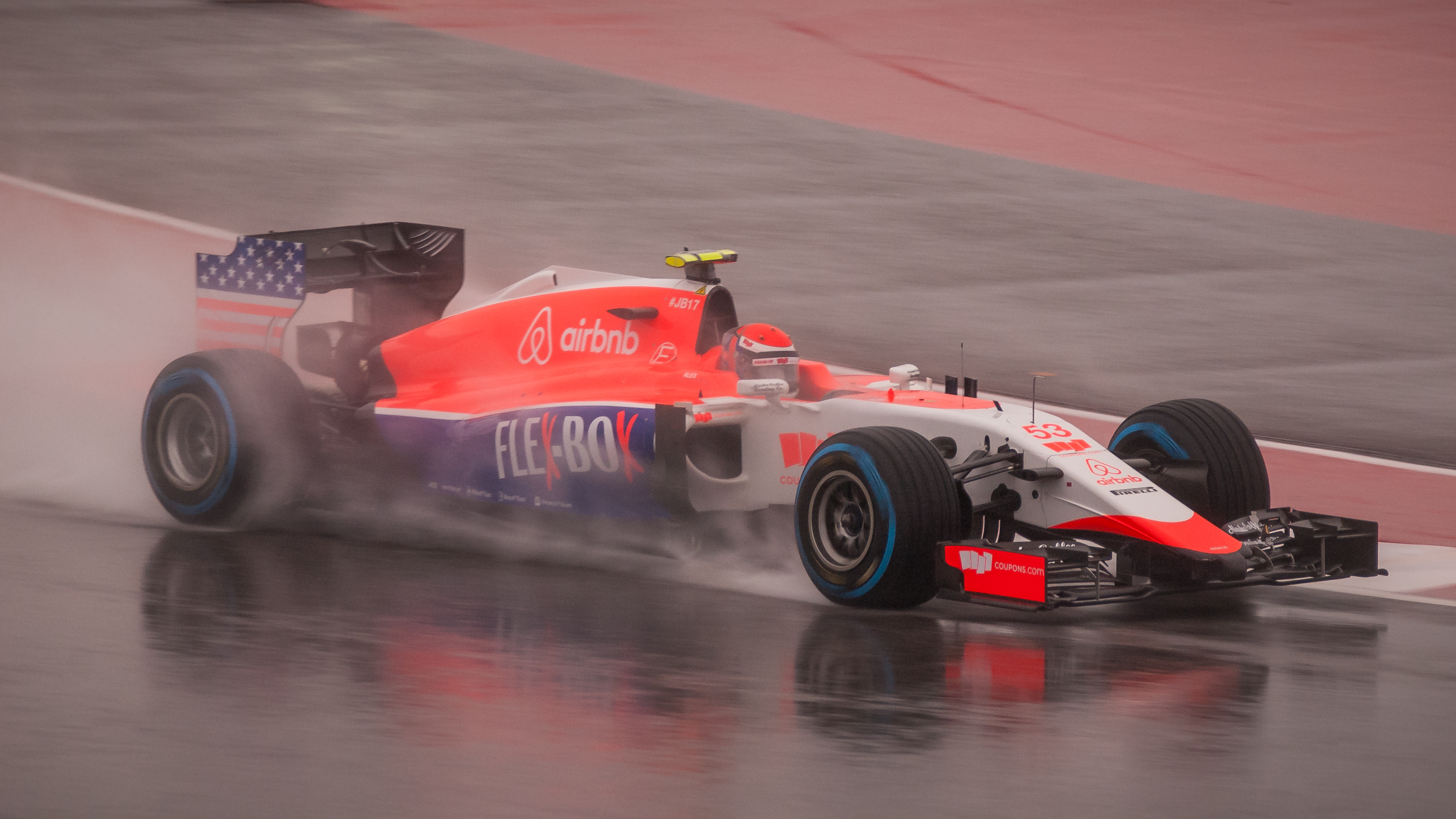
Rossi beim Großen Preis der USA 2015

2013 stieg Rossi zum zweiten Rennwochenende der GP2-Serie in die laufende Meisterschaft mit Caterham ein. Bereits in seinem ersten Rennen in as-Sachir stand er als Dritter auf dem Podest. Dieses Ergebnis wiederholte er beim Hauptrennen in Spa-Francorchamps. Im Sprintrennen in Monza wurde er Zweiter. Bei der letzten Veranstaltung der Saison auf dem Yas Marina Circuit erzielte Rossi im Hauptrennen seinen ersten GP2-Sieg. Er schloss die Saison auf dem neunten Gesamtrang ab. Mit 92 zu 3 Punkten setzte er sich deutlich gegen seinen Teamkollegen Sergio Canamasas durch. Darüber hinaus blieb Rossi Formel-1-Testfahrer des Rennstalls. In dieser Funktion nahm er am freien Training der Großen Preise von Kanada und der USA teil. Außerdem debütierte er 2013 in der FIA-Langstrecken-Weltmeisterschaft (WEC) und trat für Greaves Motorsport beim 24-Stunden-Rennen von Le Mans 2013 an. 2014 bestritt Rossi seine zweite GP2-Saison für Caterham und blieb außerdem Caterham-Formel-1-Testfahrer. Nachdem das Formel-1-Team von Caterham im Juli verkauft worden war, verließ Rossi den Rennstall in beiden Serien. Rossi war durch seine Verbindung zu Tony Fernandes zu seinen Caterham-Engagements gekommen. In der GP2-Serie schloss er sich daraufhin für ein Wochenende Campos Racing an, nachdem Stammpilot Kimiya Satō wegen anderer Verpflichtungen ausgefallen war. Am Saisonende belegte er den 21. Gesamtrang. In der Formel 1 schloss sich Rossi Marussia an und wurde Test- und Ersatzfahrer des Rennstalls. In dieser Funktion sollte Rossi beim Großen Preis von Belgien Max Chilton vertreten, nachdem dessen Teilnahme aus vertraglichen Gründen abgesagt worden war. Während des ersten freien Trainings, das Rossi bestritt, gab das Team jedoch bekannt, dass Chilton doch fahren werde und das Cockpit ab dem zweiten freien Training übernehme. Nachdem der zweite Marussia-Stammpilot Jules Bianchi in Japan schwer verunglückt war, wurde Rossi für den Großen Preis von Russland als Ersatz für Bianchi gemeldet. Marussia zog Rossis Meldung jedoch vor dem ersten freien Training zurück. Nach dem Rennen meldete Marussia Insolvenz an und trat zum nächsten Rennen nicht mehr an. Darüber hinaus absolvierte Rossi 2014 ein Langstreckenrennen in der United SportsCar Championship.
2015 kehrte Rossi in die GP2-Serie zurück und ging für Racing Engineering an den Start. Er gewann das Sprintrennen in Spa-Francorchamps sowie die Hauptrennen in Monza und Sotschi. Er wurde Gesamtzweiter und unterlag dem Meister Stoffel Vandoorne mit 181,5 zu 341,5 Punkten. Darüber hinaus nahm Rossi 2015 für das Manor Marussia F1 Team an fünf Formel-1-Rennen teil. Er wählte in Anlehnung an Herbie die #53 als seine feste Startnummer. Durch die fünf Einsätze in der Formel-1-Weltmeisterschaft 2015 hätte sich Rossi auch für die Superlizenz 2016 qualifiziert, wenn er nicht GP2-Zweiter geworden wäre.

### IndyCar Series (seit 2016)

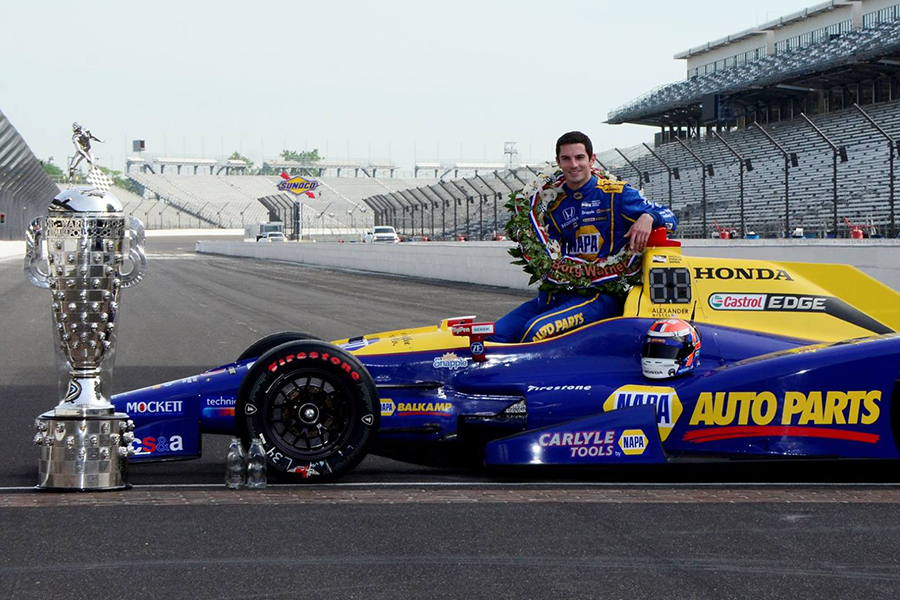
Rossi nach seinem Sieg beim Indy 500 2016

2016 kehrte Rossi nach Nordamerika zurück und wechselte in die IndyCar Series. Er erhielt das von Bryan Herta betreute Fahrzeug von Andretti Autosport. Dort gewann er das Indianapolis 500 als erster Rookie seit dem Sieg von Hélio Castroneves 2001. Gegen Rennende gab es eine Gelbphase während der das Feld 36 Runden vor dem Ende stoppte. Bei einer üblichen Stintlänge von 32 Runden war das Ziel nur durch Spritsparen zu erreichen oder durch volles Tempo fahren und auf eine weitere Gelbphase zu hoffen. Teamchef Herta und Rossi entschieden sich als einzige der Spitzengruppe fürs Spritsparen. Die Konkurrenten mussten alle noch einmal die Boxengasse ansteuern. Rossi fuhr die letzte Runde mit einer Geschwindigkeit von ca. 290 km/h; der zweitplatzierte Carlos Muñoz war 60 km/h schneller unterwegs und hatte im Ziel einen Rückstand von 4,5 Sekunden. Er beendete die Saison eine Position hinter seinem Teamkollegen Muñoz auf dem elften Gesamtrang und wurde damit zum besten Rookie. Darüber hinaus war Rossi in der Formel-1-Weltmeisterschaft 2016 Ersatzfahrer bei Manor. 2017 blieb Rossi bei Andretti in der IndyCar Series. Die Saison beendete er mit einem Sieg in Watkins Glen auf dem siebten Platz. Beim Auftakt der Saison 2018 in St. Petersburg sorgte Rossi für eine Kontroverse. Beim letzten Restart zwei Runden vor Schluss versuchte Rossi den führenden Robert Wickens zu überholen. Dabei kam es zur Kollision und Wickens drehte sich in die Streckenbegrenzung. Rossi beendete das Rennen noch auf dem dritten Platz, während Wickens bei seinem IndyCar-Debüt ausschied. Im Laufe der Saison holte er drei Siege und ging mit Titelchancen in den letzten Saisonlauf in Sonoma. Dort musste er sich Scott Dixon geschlagen geben und holte den Vizetitel. Auch 2019 kämpfte Rossi bis zum letzten Rennen um den Titel. Er gewann zwei Rennen. In Long Beach dominierte er wie im Vorjahr. Er lag in 80 der 85 Runden an der Spitze und gewann mit 20 Sekunden Vorsprung. In Elkhart Lake führte er in 54 der 55 Runden das Feld an und gewann mit 28 Sekunden Vorsprung. Am Ende wurde er Dritter in der Jahreswertung hinter Josef Newgarden und Simon Pagenaud. 2018 und 2019 nahm er auch am Baja 1000 teil. 2018 wurde er Zweiter seiner Klasse. 2019 schied er aus. 2019 nahm er mit James Hinchcliffe als Teamkollegen am Bathurst 1000 teil. Sie beendeten das Rennen als 19. von 26 Teilnehmern.

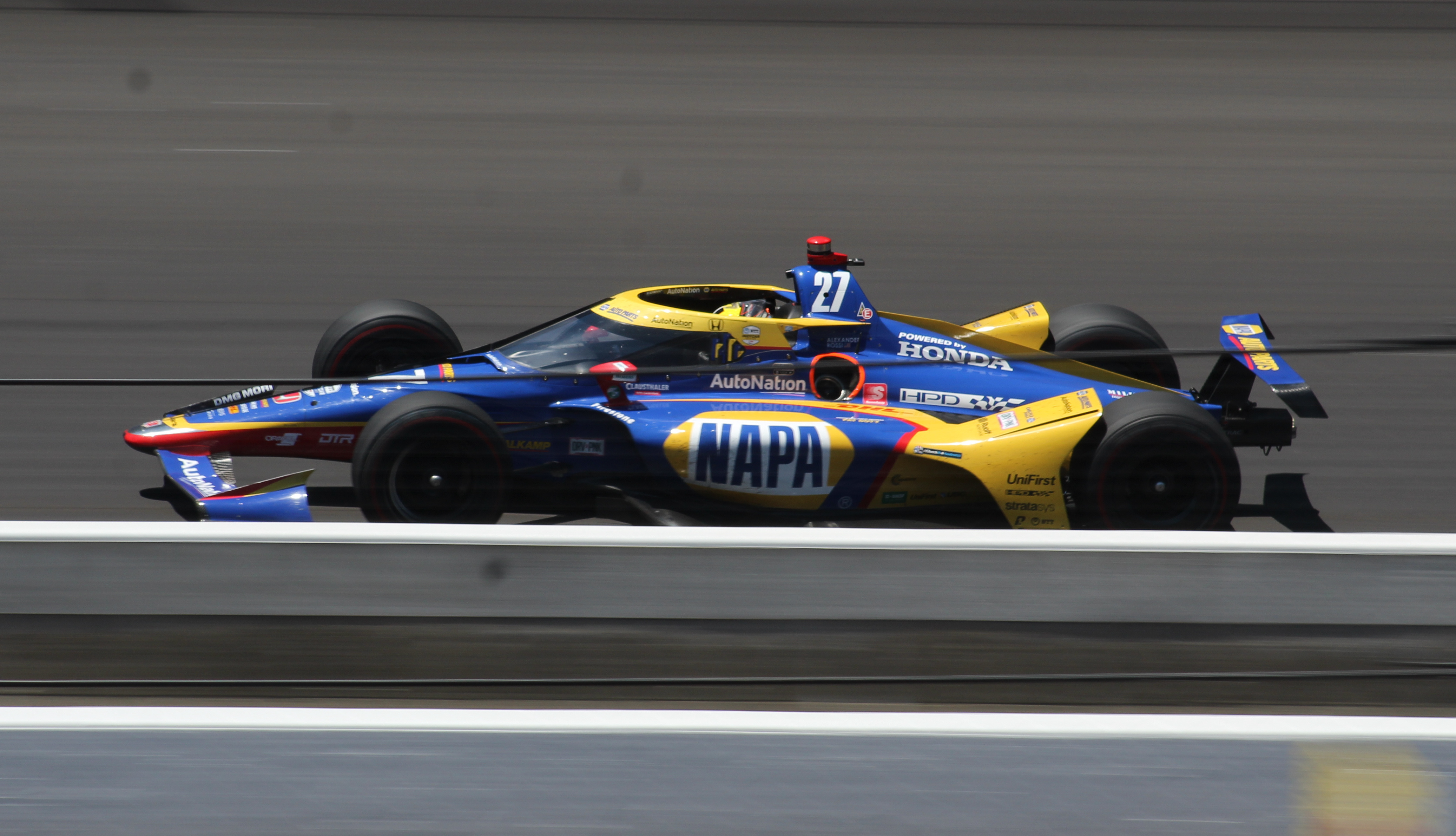
Rossi 2021 auf dem Indianapolis Motor Speedway

Die Saison 2020 verlief bedeutend schlechter für Rossi als die beiden Jahre zuvor. Vor dem Start des ersten Rennens musst bei seinem Fahrzeug die ECU gewechselt werden, was eine Durchfahrtsstrafe zur Folge hatte. Eine weitere Durchfahrtsstrafe bekam er für das überschreiten des Boxengassentempolimits. Er beendete das Rennen in Fort Worth als 15. Beim vierten Saisonrennen in Elkhart Lake kam er als Dritter ins Ziel. Bis zum zehnten Rennen in Lexington war es der einzige Podestplatz eines Andretti-Autosport-Piloten. Er selbst belegte dort den dritten Platz. Es folgten zwei zweite und ein dritter Platz in den nächsten Rennen. Beim letzten Saisonrennen in St. Petersburg erbte er in Runde fünf die Führung von Will Power, der Getriebeprobleme hatte. In der 70. der 100 Runden beendete Rossi nach 61 Führungsrunden sein Rennen mit einem Dreher und Mauerkontakt. Er blieb erstmals in einer IndyCar-Saison sieglos. Er belegte den neunten Platz in der Fahrerwertung. Im Januar 2021 trat er für Wayne Taylor Racing bei den 24 Stunden von Daytona in einem Acura-DPi an. Mit seinen Teamkollegen Filipe Albuquerque, Ricky Taylor und Hélio Castroneves gewann er das Rennen. Beim IndyCar-Saisonauftakt 2021 in Birmingham setzte er auf eine drei-Stopp-Strategie und lag damit zwischendurch auch in der Spitze des Feldes. Er kam als neunter ins Ziel. In St. Petersburg wurde er 21. nachdem er auf Platz sieben liegend mit Graham Rahal aneinandergeraten war. Beim Indy 500 gab es während der ersten Boxenstopps eine Gelbphase. Rossi und Dixon hatten beide noch nicht gestoppt und so wenig Benzin im Tank, dass die Motoren während ihrer Boxenstopps ausgingen. Sie verloren beide eine Runde. Während Dixon es wieder in die Führungsrunde schaffte, blieb Rossi das ganze Rennen über eine Runde zurück und kam als 29. ins Ziel. Als Zweitplatzierter in Portland stand er ein einziges Mal auf dem Podest. Im vorletzten Rennen in Monterey startete er von Platz zwei. In der zweiten Runde versuchte er Colton Herta, der zuvor zuweit von der Strecke abkam, für die Führung zu überholen. Rossi berührte ihn und kam mit verbogener Spurstange neben der Strecke zum Stehen. Er kam als 25. ins Ziel. Die Meisterschaft beendete er auf dem zehnten Platz.

## Persönliches/Diverses
Rossi bringt zusammen mit James Hinchcliffe einen Podcast namens „Off Track with Hinch and Rossi“ heraus. Für die Fellowship of Christian Athletes war er Redner bei ihrer „Night of Champions“ 2017.

## Statistik

### Karrierestationen
| - 2005: Skip Barber Western Regional Series (Platz 29) - 2006: Skip Barber Western Regional Series (Meister) - 2006: Skip Barber National Championship (Platz 3) - 2006: Formel TR Pro Series FR 1600 (Platz 7) - 2007: US-amerikanische Formel BMW (Platz 3) - 2008: Amerikanische Formel BMW (Meister) - 2009: Internationale Formel Master (Platz 4) - 2009: Formel 1 (Testfahrer) - 2010: GP2-Asia-Serie (Platz 9) - 2010: GP3-Serie (Platz 4) - 2010: Formel Renault 3.5 - 2011: Formel Renault 3.5 (Platz 3) - 2011: Formel 1 (Testfahrer) - 2012: Formel Renault 3.5 (Platz 11) | - 2012: Formel 1 (Testfahrer) - 2013: GP2-Serie (Platz 9) - 2013: WEC (Platz 38) - 2013: Formel 1 (Testfahrer) - 2014: GP2-Serie (Platz 21) - 2014: Formel 1 - 2014: United SportsCar Championship, P (Platz 53) - 2015: GP2-Serie (Platz 2) - 2015: Formel 1 (Platz 20) - 2016: IndyCar Series (Platz 11) - 2016: Formel 1 (Testfahrer) - 2017: IndyCar Series (Platz 7) - 2018: IndyCar Series (Platz 2) - 2019: IndyCar Series (Platz 3) | - 2019: V8 Supercars (Platz 51) - 2019: IMSA WeatherTech SportsCar Championship, DPi (Platz 23) - 2020: IndyCar Series (Platz 9) - 2020: IMSA WeatherTech SportsCar Championship, DPi (Platz 20) - 2021: IndyCar Series (Platz 10) - 2021: IMSA WeatherTech SportsCar Championship, DPi (Platz 8) - 2022: IndyCar Series (Platz 9) - 2023: IndyCar Series (Platz 9) - 2024: IndyCar Series (Platz 10) |

### Einzelergebnisse in der GP3-Serie
| Jahr | Team           | 1   | 2   | 3   | 4   | 5   | 6   | 7   | 8   | 9   | 10  | 11  | 12  | 13  | 14  | 15  | 16  | Punkte | Rang |
| ---- | -------------- | --- | --- | --- | --- | --- | --- | --- | --- | --- | --- | --- | --- | --- | --- | --- | --- | ------ | ---- |
| 2010 | ART Grand Prix | ESP | ESP | TUR | TUR | ESP | ESP | GBR | GBR | GER | GER | HUN | HUN | BEL | BEL | ITA | ITA | 38     | 4.   |
| 2010 | ART Grand Prix | 8   | 1   | 4   | 3   | DNF | DNF | 5   | 2   | DNF | 8   | 8   | 1   | 13  | 2   | DNF | 15  | 38     | 4.   |

### Einzelergebnisse in der GP2-Serie
| Jahr | Team               | 1   | 2   | 3   | 4   | 5   | 6   | 7   | 8   | 9   | 10  | 11  | 12  | 13  | 14  | 15  | 16  | 17  | 18  | 19  | 20  | 21  | 22  | Punkte | Rang |
| ---- | ------------------ | --- | --- | --- | --- | --- | --- | --- | --- | --- | --- | --- | --- | --- | --- | --- | --- | --- | --- | --- | --- | --- | --- | ------ | ---- |
| 2013 | Caterham Racing    | MAS | MAS | BRN | BRN | ESP | ESP | MON | MON | GBR | GBR | GER | GER | HUN | HUN | BEL | BEL | ITA | ITA | SIN | SIN | UAE | UAE | 92     | 9.   |
| 2013 | Caterham Racing    |     |     | 3   | 20  | 6   | 6   | DNF | 19  | 10  | 9   | 11  | 6   | 13  | 16  | 3   | 22  | 8   | 2   | DNF | 23  | 1   | DNF | 92     | 9.   |
| 2014 | Caterham Racing    | BRN | BRN | ESP | ESP | MON | MON | AUT | AUT | GBR | GBR | GER | GER | HUN | HUN | BEL | BEL | ITA | ITA | RUS | RUS | UAE | UAE | 12     | 21.  |
| 2014 | Caterham Racing    | 22  | 25  | DNF | 14  | 16  | 11  | 8   | 5   | 12  | 21  |     |     |     |     |     |     |     |     |     |     |     |     | 12     | 21.  |
| 2014 | Campos Racing      |     |     |     |     |     |     |     |     |     |     | DNF | 7   |     |     |     |     |     |     |     |     |     |     | 12     | 21.  |
| 2015 | Racing Engineering | BRN | BRN | ESP | ESP | MON | MON | AUT | AUT | GBR | GBR | HUN | HUN | BEL | BEL | ITA | ITA | RUS | RUS | BRN | BRN | UAE | UAE | 181,5  | 2.   |
| 2015 | Racing Engineering | 3   | 4   | 3   | 4   | 2   | 7   | 6   | 8   | 2   | 4   | 12  | 19  | 6   | 1   | 1   | DNF | 1   | 6   | 18  | 9   | 4   | C   | 181,5  | 2.   |

### Statistik in der Formel 1
Diese Statistik umfasst alle Teilnahmen des Fahrers an der Formel-1-Weltmeisterschaft.

#### Gesamtübersicht
| Saison | Team                   | Chassis       | Motor                | Rennen | Siege | Zweiter | Dritter | Poles | schn. Rennrunden | Punkte | WM-Pos. |
| ------ | ---------------------- | ------------- | -------------------- | ------ | ----- | ------- | ------- | ----- | ---------------- | ------ | ------- |
| 2014   | Marussia F1 Team       | Marussia MR03 | Ferrari 1.6 V6 Turbo | 0      | −     | −       | −       | −     | −                | 0      | −       |
| 2015   | Manor Marussia F1 Team | Marussia MR03 | Ferrari 1.6 V6 Turbo | 5      | −     | −       | −       | −     | −                | 0      | 20.     |

#### Einzelergebnisse
| Saison | 1 | 2 | 3 | 4 | 5 | 6  | 7 | 8 | 9 | 10 | 11 | 12 | 13 | 14 | 15 | 16 | 17 | 18 | 19 |
| ------ | - | - | - | - | - | -- | - | - | - | -- | -- | -- | -- | -- | -- | -- | -- | -- | -- |
| 2014   |   |   |   |   |   |    |   |   |   |    |    |    |    |    |    |    |    |    |    |
|        |   |   |   |   |   | PO |   |   |   |    | PO |    |    |    | WD |    |    |    |    |
| 2015   |   |   |   |   |   |    |   |   |   |    |    |    |    |    |    |    |    |    |    |
|        |   |   |   |   |   |    |   |   |   |    |    | 14 | 18 |    | 12 | 15 | 18 |    |    |

| Legende  | Legende            | Legende                                                          |
| Farbe    | Abkürzung          | Bedeutung                                                        |
| -------- | ------------------ | ---------------------------------------------------------------- |
| Gold     | –                  | Sieg                                                             |
| Silber   | –                  | 2. Platz                                                         |
| Bronze   | –                  | 3. Platz                                                         |
| Grün     | –                  | Platzierung in den Punkten                                       |
| Blau     | –                  | Klassifiziert außerhalb der Punkteränge                          |
| Violett  | DNF                | Rennen nicht beendet (did not finish)                            |
| Violett  | NC                 | nicht klassifiziert (not classified)                             |
| Rot      | DNQ                | nicht qualifiziert (did not qualify)                             |
| Rot      | DNPQ               | in Vorqualifikation gescheitert (did not pre-qualify)            |
| Schwarz  | DSQ                | disqualifiziert (disqualified)                                   |
| Weiß     | DNS                | nicht am Start (did not start)                                   |
| Weiß     | WD                 | zurückgezogen (withdrawn)                                        |
| Hellblau | PO                 | nur am Training teilgenommen (practiced only)                    |
| Hellblau | TD                 | Freitags-Testfahrer (test driver)                                |
| ohne     | DNP                | nicht am Training teilgenommen (did not practice)                |
| ohne     | INJ                | verletzt oder krank (injured)                                    |
| ohne     | EX                 | ausgeschlossen (excluded)                                        |
| ohne     | DNA                | nicht erschienen (did not arrive)                                |
| ohne     | C                  | Rennen abgesagt (cancelled)                                      |
| ohne     | keine WM-Teilnahme |                                                                  |
| sonstige | P/fett             | Pole-Position                                                    |
| sonstige | 1/2/3/4/5/6/7/8    | Punktplatzierung im Sprint-/Qualifikationsrennen                 |
| sonstige | SR/kursiv          | Schnellste Rennrunde                                             |
| sonstige | *                  | nicht im Ziel, aufgrund der zurückgelegten Distanz aber gewertet |
| sonstige | ()                 | Streichresultate                                                 |
| sonstige | unterstrichen      | Führender in der Gesamtwertung                                   |

### Einzelergebnisse in der IndyCar Series
| Jahr | Team                                         | 1   | 2   | 3   | 4   | 5    | 6    | 7    | 8   | 9   | 10   | 11   | 12   | 13  | 14  | 15   | 16   | 17  | Punkte | Rang |
| ---- | -------------------------------------------- | --- | --- | --- | --- | ---- | ---- | ---- | --- | --- | ---- | ---- | ---- | --- | --- | ---- | ---- | --- | ------ | ---- |
| 2016 | Andretti Herta Autosport with Curb-Agajanian | STP | PHO | LBH | ALA | IMS  | INDY | DET  | DET | ROA | IOW  | TOR  | MDO  | POC | TXS | WGL  | SNM  |     | 430    | 11.  |
| 2016 | Andretti Herta Autosport with Curb-Agajanian | 12  | 14  | 20  | 15  | 10   | 1L11 | 10   | 12L | 15  | 6L   | 16   | 14   | 20L | 11  | 8    | 5    |     | 430    | 11.  |
| 2017 | Andretti Herta Autosport with Curb-Agajanian | STP | LBH | ALA | PHO | IMS  | INDY | DET  | DET | TXS | ROA  | IOW  | TOR  | MDO | POC | STL  | WGL  | SNM | 494    | 7.   |
| 2017 | Andretti Herta Autosport with Curb-Agajanian | 11  | 19  | 5   | 15  | 8    | 73   | 5    | 7   | 22  | 13   | 11   | 2    | 6   | 3   | 6    | 1*   | 21  | 494    | 7.   |
| 2018 | Andretti Autosport                           | STP | PHO | LBH | ALA | IMS  | INDY | DET  | DET | TXS | ROA  | IOW  | TOR  | MDO | POC | STL  | POR  | SNM | 621    | 2.   |
| 2018 | Andretti Autosport                           | 3   | 3   | 1*  | 11  | 5    | 432  | 3    | 12* | 3   | 16   | 9    | 8    | 1*  | 1*  | 2    | 8*   | 7   | 621    | 2.   |
| 2019 | Andretti Autosport                           | STP | COA | ALA | LBH | IMS  | INDY | DET  | DET | TXS | ROA  | TOR  | IOW  | MDO | POC | STL  | POR  | LAG | 608    | 3.   |
| 2019 | Andretti Autosport                           | 5L  | 9   | 5L  | 1L  | 22   | 2L9  | 2L   | 5   | 2L  | 1*   | 3    | 6    | 5   | 18  | 13   | 3    | 6   | 608    | 3.   |
| 2020 | Andretti Autosport                           | TXS | IMS | ROA | ROA | IOW  | IOW  | INDY | STL | STL | MDO  | MDO  | IMS  | IMS | STP |      |      |     | 317    | 9.   |
| 2020 | Andretti Autosport                           | 15  | 25  | 19  | 3   | 6    | 8    | 27L9 | 22  | 14  | 3L   | 2    | 2    | 3   | 21* |      |      |     | 317    | 9.   |
| 2021 | Andretti Autosport                           | ALA | STP | TXS | TXS | IMS  | INDY | DET  | DET | ROA | MDO  | NSH  | IMS  | STL | POR | LAG  | LBH  |     | 332    | 10.  |
| 2021 | Andretti Autosport                           | 9   | 21  | 8   | 20  | 7    | 2910 | 7L   | 13  | 7   | 5    | 17   | 4    | 17  | 2   | 25   | 6    |     | 332    | 10.  |
| 2022 | Andretti Autosport                           | STP | TXS | LBH | ALA | IMS  | INDY | DET  | ROA | MDO | TOR  | IOW1 | IOW2 | IMS | NSH | GAT  | POR  | LAG | 381    | 9.   |
| 2022 | Andretti Autosport                           | 20L | 27  | 8   | 9   | 11   | 5    | 2    | 3L  | 19  | 23   | 13   | 18   | 1*L | 4   | 25   | 7    | 10  | 381    | 9.   |
| 2023 | Arrow McLaren SP                             | STP | TXS | LBH | ALA | IMS  | INDY | DET  | ROA | MDO | TOR  | IOW1 | IOW2 | NSH | IMS | GAT  | POR  | LAG | 375    | 9.   |
| 2023 | Arrow McLaren SP                             | 4   | 22  | 22  | 8   | 3L   | 57L  | 5L   | 10  | 10  | 16   | 10   | 15   | 19  | 5   | 4L   | 20   | 7   | 375    | 9.   |
| 2024 | Arrow McLaren                                | STP | LBH | ALA | IMS | INDY | DET  | ROA  | LAG | MDO | IOW1 | IOW2 | TOR  | GAT | POR | MIL1 | MIL2 | NSH | 366    | 10.  |
| 2024 | Arrow McLaren                                | 6   | 10  | 25  | 8L  | 44L  | 5    | 18   | 3L  | 6   | 8    | 15   | INJ  | 19L | 12  | 7    | 6L   | 15L | 366    | 10.  |
| 2025 | Ed Carpenter Racing                          | STP | TTC | LBH | ALA | IMS  | INDY | DET  | GAT | ROA | MDO  | IOW1 | IOW2 | TOR | LAG | POR  | MIL1 | NSH | 214    | 18.  |
| 2025 | Ed Carpenter Racing                          | 10  | 9L  | 15  | 8   | 14   | 28L  | 10   | 11L | 13  | 15   | 25   | 17   | 25  | 15  |      |      |     | 214    | 18.  |

Legende

### Le-Mans-Ergebnisse
| Jahr | Team               | Fahrzeug    | Teamkollege | Teamkollege      | Platzierung | Ausfallgrund |
| ---- | ------------------ | ----------- | ----------- | ---------------- | ----------- | ------------ |
| 2013 | Greaves Motorsport | Zytek Z11SN | Éric Lux    | Tom Kimber-Smith | Rang 23     |              |

### Sebring-Ergebnisse
| Jahr | Team                 | Fahrzeug     | Teamkollege  | Teamkollege        | Platzierung | Ausfallgrund |
| ---- | -------------------- | ------------ | ------------ | ------------------ | ----------- | ------------ |
| 2019 | Acura Team Penske    | Acura ARX-05 | Ricky Taylor | Hélio Castroneves  | Rang 4      |              |
| 2020 | Acura Team Penske    | Acura ARX-05 | Ricky Taylor | Hélio Castroneves  | Rang 8      |              |
| 2021 | Konica Minolta Acura | Acura ARX-05 | Ricky Taylor | Filipe Albuquerque | Rang 4      |              |